# 华盛顿奇才
華盛頓巫師，是一支位於美國華盛頓哥倫比亞特區的NBA籃球隊，分屬於東區的東南賽區，主場為第一資本體育館。球隊成立於1961年，名為芝加哥包裝工（Chicago Packers），一年後更名為芝加哥西風（Chicago Zephyrs）。後來更改為巴爾的摩子彈（Baltimore Bullets），1973年球隊遷到華盛頓特區，更名為首都子彈（Capital Bullets），1974年又改為華盛頓子彈（Washington Bullets），並在1977-78 NBA賽季奪得隊史唯一的NBA總冠軍。1997年，由於華盛頓特區黑槍氾濫的情形嚴重，當時的老闆認為華盛頓子彈的名稱過於暴力，為了不想與該區高犯罪率拉上關係，於是決定更改隊名為華盛頓巫師（Washington Wizards）至今。該隊也是NBA改名最多的球隊，一共使用過六個隊名。

## 歷史

### 贝拉米時代（1961—1967）
1961年創立的包裝工隊擁有選秀狀元籤選到沃尔特·贝拉米，沃尔特·贝拉米新秀第一個球季即有31.6分19.0籃板的超人成績，並拿下1962年年度最佳新秀，但隊史第一個球季仍以18勝62敗作收，再度獲得狀元籤，選到了隊史第二位選秀狀元比尔·迈克吉尔，然而這位1963的選秀狀元對球隊的貢獻意外的小，出賽60場平均只上場9分多鐘，打出7.4分2.7籃板的表現，隔年即被交易到湖人隊，沃尔特·贝拉米依舊能繳出平均至少22分以上、籃板13個以上的好表現，芝加哥西風時期戰績當然還是不振，直到1965年球季才以37勝45敗晉級隊史第一次季後賽，儘管是當年季後賽六支球隊中例行賽成績最爛的，卻意外在第一輪以3比1擊敗亞特蘭大老鷹隊，拿下隊史第一個系列戰，第二輪則以2比4不敵洛杉磯湖人隊，沃尔特·贝拉米轉隊到纽约尼克斯，使得球隊兩個球季後又以20勝61敗掉出了季後賽行列。

### 昂塞尔德時代（1968—1981）
1967年第一輪第二順位選到厄尔·门罗讓球隊戰績提升至36勝46敗，1968年第一輪第二順位選到韦斯·昂塞尔德，兩人合力將球隊戰績進步到57勝25敗，不但是隊史第一次例行賽東區第一也是全聯盟第一，子彈隊這樣的大幅進步更讓
韦斯·昂塞尔德破天荒地以平均18.8分18.5籃板成為繼威尔特·张伯伦後也是至今唯二在菜鳥球季就拿下最有价值球员的超級新人，然而這看似一切美好的球季卻在季後賽第一輪就因經驗不足被纽约尼克斯以4比0橫掃，成為NBA史上唯一一支在季後賽一勝難求的全聯盟第一種子，隔年捲土重來仍在第一輪以3比4敗給尼克隊。

#### 1971年首度叩關冠軍賽
1971年球季，子彈隊戰績不佳，僅以42勝40敗作收，季後賽第一輪面對費城76人隊展開一場飆分大戰，雙方整個系列戰有六戰得分一起破百，子彈隊在3比1領先後硬是被對手打平成3比3，最後第七戰以128比120淘汰對手。第二輪又遇到過去兩年的強敵尼克隊，且輸掉了前兩戰，五戰打完2比3被對方率先聽牌，但第六戰子彈隊在主場以113比96屠殺對手，並在第七戰客場以93比91漂亮地逆轉，打入隊史第一次總冠軍賽，然而冠軍賽對手密尔沃基雄鹿隊的頭號戰將卡里姆·阿卜杜勒·贾巴尔和奥斯卡·罗伯特森大顯神威，子彈隊被對手四戰解決，且公鹿隊亦達成NBA史上球隊成立時間最短就拿下總冠軍的紀錄(僅創隊3年，扣除NBA前三個球季奪冠的勇士隊、1954年解散的子彈隊和湖人隊)。

#### 天敵尼克隊與組成強大的同梯狀元榜眼禁區
冠軍賽敗北後，厄尔·门罗出走至尼克隊，讓尼克隊往後幾年完全壓制子彈隊，韦斯·昂塞尔德苦撐球隊例行賽戰績38勝44敗，勝率跌破五成，雖然幸運地因分組關係仍晉級季後賽，但第一輪以2比4敗給尼克隊。隔年埃尔文·海耶斯加盟子彈隊，1968年選秀狀元和榜眼所建立的禁區戰力大大提升了子彈隊的戰力，球隊戰績大幅進步，卻仍在季後賽敗給尼克隊，1972年到1974年球季連續三年在季後賽第一輪敗給尼克隊。

#### 被爆冷的1975年冠軍賽
韦斯·昂塞尔德和埃尔文·海耶斯的同梯組合在1975年球季大爆發，打出60勝22敗隊史最佳紀錄，並與波士顿凯尔特人並列為全聯盟第一，且過去幾年的天敵尼克隊戰力走下坡，於第一輪便敗給塞爾蒂克隊，子彈隊於第一輪以4比3擊敗水牛城勇者隊，更在第二輪驚奇地以4比2擊敗塞爾蒂克隊，進軍隊史第二次總冠軍賽，對手金州勇士隊雖然是西區第一種子，但戰績僅是48勝34敗，讓全世界幾乎一致看好子彈隊要拿下隊史首冠了，然而勇士隊主將里克·巴里卻展現了超人般的表現，第二戰到第四戰分別拿下了36分、38分和35分，尤其第二戰終場前23秒90比91落後時，以兩罰俱中超前比分，最終以92比91拿下勝利，子彈隊屢屢在關鍵時刻敗給里克·巴里的抗壓性，再次在總冠軍賽被4比0橫掃，四戰合計只輸16分，其中第二戰91比92和第四戰95比96都只輸一分，而里克·巴里在1975年總冠軍賽的瘋狂表現，也在2006年NBA60周年紀念排出的NBA季後賽60大好球中名列第49名。

#### 1978年隊史首冠
1978年球季，子彈隊例行賽僅僅是44勝38敗，卻接連以2比0、4比2、4比2擊敗老鷹隊、馬刺隊和76人隊，隊史第三次晉級總冠軍賽，面對當時隊史第一次打總冠軍賽的西雅圖超音速隊，超音速隊擁有當時全聯盟最強後場組合，第一就靠著弗雷德·布朗最後9分鐘獨得16分全場32分，讓子彈隊以102比106輸掉了第一戰，總冠軍賽跨季九連敗創下NBA史上最高紀錄，然而子彈隊在第二戰隨即以106比98拿下隊史總冠軍賽第一勝，第三戰對方另一位後衛丹尼斯·约翰逊狂搧七個阻攻帶領超音速隊93比92險勝，第四戰在延長賽子彈隊靠著板凳球員查尔斯·约翰逊的關鍵三分球驚險地以120比116再次將系列戰扳平，雖然第五戰遭到對方兩個後衛弗雷德·布朗和丹尼斯·约翰逊分別得26分和24分陷入絕境，但在系列戰2比3落後下先在第六戰以117比82大勝對手，接著在第七戰及時止住超音速隊的反攻以105比99拿下隊史首冠，韦斯·昂塞尔德當選1978年NBA總决賽MVP。

#### 1979年總冠軍賽慘遭復仇
1979年尋求衛冕的子彈隊，在例行賽非常順利地以54勝28敗高達6場的勝差領先東區第二的馬刺隊，但是季後賽卻走得相當不順遂，接連面對老鷹隊和馬刺隊，都被逼進第七戰後才勝出，最後冠軍賽再度遭遇去年對手超音速隊，第一戰子彈隊一路領先，但第四節超音速隊從最多18分的落後開始急起直追，比賽最後時刻打成97平，子彈隊此時又有奇兵出現，這場比賽從板凳出發的拉里·怀特拿下全子彈隊最高的26分，讓球隊決定將最後一擊交給他，雖遭到丹尼斯·约翰逊封阻，但是裁判認為有打手犯規，這個爭議判決讓拉里·怀特兩罰帶領子彈隊99比97拿下首戰，但此後子彈隊後場和防守完全被超音速隊比了下去，第二戰超音速隊防守有成，整個下半場子彈隊只得了30分，92比82輸球，第三戰超音速隊又靠著古斯·威廉姆斯獨得31分還有杰克·西克马有21分17籃板再加上丹尼斯·约翰逊全能的17分9籃板2阻攻以105比95取得第二勝，關鍵分水嶺在第四戰古斯·威廉姆斯的36分和丹尼斯·约翰逊的32分力拼子彈隊有埃尔文·海耶斯和查尔斯·约翰逊還有凯文·格里文三人各得到18分延長賽最後6秒112比114落後時交由凯文·格里文執行最後一擊，被超音速隊的丹尼斯·约翰逊蓋了一記火鍋，錯失追平機會，第五戰超音速隊多達6人得分上雙97比93拿下勝利。子彈隊輸掉了冠軍賽，主因在於禁區優勢不如去年，超音速隊兩大後衛古斯·威廉姆斯和丹尼斯·约翰逊表現驚人，兩人完全壓下子彈隊的後場，加上子彈隊全隊整體防守不佳，超音速隊復仇成功。

### 強弩之末（1981—1988）
1982年，子彈隊在吉恩·舒（George Shue）和唐·莫蘭（Don Moran）的指導下表現不差，以43–39的成績結束了常規賽，並打到東部半決賽，但他們明顯已失去1970年代後期爭冠強權的風采。 1983年的子彈隊打出與前一年相同的戰績，但是在競爭激烈的東區，他們最後無緣季后賽。在接下來的兩個賽季，子彈隊都是以平庸的戰績結束，連續兩年止步首輪。1985年，子彈隊選進Manute Bol，一名擅於蓋帽的中鋒。他在1985-86賽季蓋了397個火鍋為子彈隊史之最。但子彈隊依然沒能突破首輪。子彈在1986交易來費城76人隊的明星中鋒摩西·馬龍，但接下來的兩年依然沒能突破首輪，晉級次輪。

### 重建期（1988—1994）
1989和1990年，雖然傑夫·馬龍和伯納德·金表現出色，但球隊沒能打到季後賽。1991年子彈隊唯一的亮點是伯納德·金場均28.4分排聯盟第三。因為傷病子彈隊在接下來的四年依然沒能打到季後賽。

### 子彈雙鋒（1994—2001）
子彈隊在1994年的NBA選秀中選進朱萬·霍華德（Juwan Howard），並將古列奧塔（Gugliotta）和三個首輪選秀權交易給了金州勇士，以換取克里斯·韋伯。1997年韋伯入選明星賽，穆雷山為該季命中率王，子彈於該年重返季後賽。接下來的四年改名的巫師隊皆沒打進季後賽。

### 喬丹到來 (2001-2003）
2001年喬丹宣布復出，但接下來的兩年巫師依然沒打進季後賽。

### 巫師三劍客（2003—2010）
2003年球季，吉尔伯特·阿里纳斯以當年最佳進步獎之姿加盟，就展現其高超的得分能力，加上2002年加盟的進攻火力強大的杰里·斯塔克豪斯和全能的拉里·休斯，三人儼然成為新的三巨頭，但是產生的化學效應仍然不佳，便在2004年將杰里·斯塔克豪斯和選秀會上選得的德文·哈里斯交易至達拉斯小牛隊，換取當年榮獲最佳第六人的安托万·贾米森，終於在2005年球季以47勝35敗重返季後賽行列，並在第一輪順利以4比2擊敗公牛隊，第二輪則被熱火隊橫掃。
雖然有了一個成功的賽季，但是拉里·休斯卻轉隊至克里夫蘭騎士隊，三巨頭再度缺一的巫師隊此時締造了一個成功的交易，用夸梅·布朗換到了湖人隊的卡龙·巴特勒，其在往後幾個球季打出明星級的身手，相較於夸梅·布朗往後仍然無法表現出世人所期待的狀元身手可謂天壤之別。
2006年球季，吉尔伯特·阿里纳斯和安托万·贾米森以及卡龙·巴特勒三人平均每場可一起攻下67.4分的驚人成績，最後以42勝40敗第五種子進入季後賽，但面對騎士隊卻讓其主將勒布朗·詹姆斯在整個系列賽平均攻下35.7分，尤其在第五戰延長賽，關鍵時刻裁判卻沒有注意到勒布朗·詹姆斯已經走步而讓其上籃，使巫師隊以120比121輸掉2比2之後的聽牌戰，而後第六戰又打進延長賽，僅管吉尔伯特·阿里纳斯以36分力壓勒布朗·詹姆斯的32分，仍在延長賽中以113比114一分惜敗，結束了三人第一次的季後賽。
2007年球季，三人平均加起來仍有67.0分的超強火力，卡龙·巴特勒首度入選明星賽，吉尔伯特·阿里纳斯更入選了年度第二隊殊榮，但是在季末對戰[[[夏洛特黃蜂隊|夏洛特山貓隊]]]的一場比賽，吉尔伯特·阿里纳斯的膝蓋遭到了杰拉德·华莱士的撞傷，不但間接導致巫師隊季後賽第一輪被騎士隊橫掃，更讓未來兩年使吉尔伯特·阿里纳斯傷痛不斷，兩年合計只出賽15場，2008年球季雖然安托万·贾米森和卡龙·巴特勒雙雙繳出平均超過20分、平均超過40分的成績，仍在第一輪敗給騎士隊，連續三年敗給騎士隊後，球隊也正式被打回原形，安托万·贾米森和卡龙·巴特勒在2009年球季仍都有高平均得分，球隊卻一落千丈以19勝63敗全聯盟墊底結束賽季。
2010年球季，吉尔伯特·阿里纳斯復出讓巫師隊三劍客再度能完整出賽，但三人的影響力卻大幅降低，球隊戰績每況愈下，尤其好不容易復出的吉尔伯特·阿里纳斯又在季中發生了「持槍門」事件被禁賽50場比賽，加速三劍客解散，最終卡龙·巴特勒和布伦丹·海伍德以及德肖恩·史蒂文森交易至小牛隊換取约什·霍华德和詹姆斯·辛格尔顿和昆汀·罗斯以及德鲁·古登，安托万·贾米森被交易至騎士隊換取扎伊德鲁纳斯·伊尔格斯卡斯後隨即買斷，最終26勝56敗結束球季。

### 沃尔時代（2010—2019）

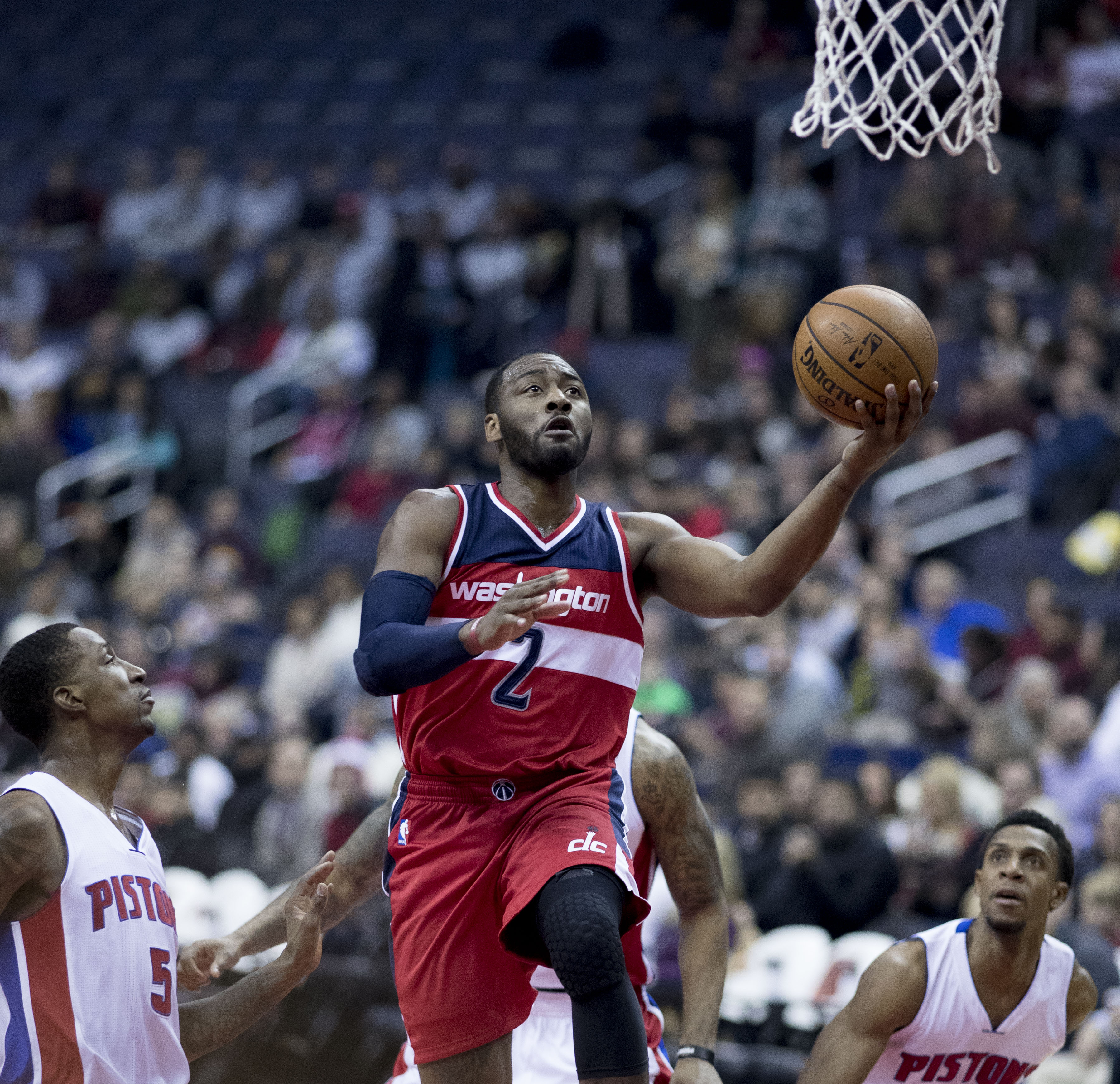
約翰·沃爾

正式進入重整期的巫師隊很幸運地馬上抽到狀元籤，並挑選來自肯塔基大學的约翰·沃尔，並在2011年季中把吉尔伯特·阿里纳斯交易到魔術隊，贾维尔·麦基和尼克·杨也都有大進步的表現，约翰·沃尔也順利以16.4分8.3助攻拿下2011年球季新人王，但隔年球隊戰績仍不見起色，便在季中將麦基交易至金塊隊，尼克·杨則到了快艇隊，換到内内·希拉里澳，並在球季後自由市場補進埃梅卡·奥卡佛，兩位長人的加入大大補強了禁區迎接2013年球季。

#### 2013-16
在2013-14賽季，巫師在约翰·沃尔、布拉德利·比尔、内内等球員的帶領下，重返季後賽，首輪以4:1淘汰了由年度最佳防守球员乔金·诺阿率领的公牛隊（这次公牛被淘汰主要是因為德里克·罗斯受伤），繼2005年季後賽後再度挺進第二輪，和印第安那溜馬爭奪東區決賽門票。但由于球队核心过于年轻，最終系列賽2：4不敵溜馬，但在东部半决赛第五场的比赛中，巫師全队抢到62个篮板，刷新了NBA季后赛历史记录（原纪录为57个），比溜馬达多39个。這也是巫師近幾年來最佳成績。在整个2013-2014赛季的季后赛旅程中，巫師的主场战绩只有1胜4负，而客場战绩达到了5胜1负。
2014年夏天，巫師開始展望未來，也就是瞄準2016年夏天即將成為自由球員的凱文·杜蘭特。為了招攬這位家鄉子弟兵，巫師選擇放走約滿的特雷沃·亞瑞查，改和綠血人保羅·皮爾斯簽約。
2015年3月31日，巫師靠著塞爾提克客場116:104擊敗黃蜂，正式提前拿下季後賽門票。首輪以直落4橫掃多倫多暴龍，連續兩年挺進第二輪，對手是東區龍頭亞特蘭大老鷹。最後巫師2:4不敵對手，連兩季都在東區準決賽止步。
2016年4月8日，巫師以99比112輸給活塞，確定無緣季後賽。赛季完成時仅仅取得了41胜41负，排在东部第十。

#### 2016-17
在2016年4月21日，俄克拉何马城雷霆的前主教練斯科特·布魯克斯同意以5年3500萬與奇才簽約。
2016年12月7日，约翰·沃尔狂飆生涯最高的了52分，外帶8助攻、4籃板，無奈魔術進攻點點開花，共有6人得分上雙，終場巫師以116：124吞敗。
约翰·沃尔今晚31投18中，三分球8投5中，手感發燙的拿下52分，而他也是繼「零號探員」亞瑞納斯後，第一位拿下50分以上的巫師球員。
2017年2月1日，华盛顿奇才在主場以117比101擊敗纽约尼克斯，奪下5連勝，這也是他們在主場的第15場連勝。
2017年3月24日，华盛顿奇才在主場以129比108擊敗布魯克林籃網，成為全NBA第6支，東區第3支確定晉級季後賽的球隊。
2017年3月28日，巫師於第4節落後13分情況下演出大逆轉，終場119比108擊敗湖人寫下4連勝，更重要的是他們確定登上分組（東南組）龍頭，此為1978-79年球季以來首見的盛況。根據資料，巫師本季有16勝是在落後二位數情況下逆轉；更重要的是，這是該隊睽違38年來首次登上分組第1，前次是1978-79年球季，這自然也是1997-98年球季更名巫師之後首次的分組第1。
最終比上季成績更好49勝33敗東區第四，首輪對手亞特蘭大老鷹，约翰·沃尔首戰在主場火力全開，上場37分鐘，強攻32分寫下生涯在季後賽的單場新高，另有14助攻，終場巫師以114：107擊敗老鷹，拿下7戰4勝系列賽的首勝。
巫師雙槍在第二戰聯手攻下63分，其中有24分集中在第四節，幫助球隊後來居上擊退老鷹，順利取得系列賽2連勝。
第一節23投命中15球，讓老鷹隊首節最多領先巫師隊達25分，第一節奠定的勝利基礎讓老鷹最終以116：98搶下第3戰勝利，季後賽首輪「開胡」。
巫師得分集中在雙衛布拉德利·比尔和约翰·沃尔，聯手攻下54分，卻沒能助球隊搶下聽牌的第3勝。以111：101吞下第4戰敗仗，2連勝後連吞2敗，讓7戰4勝的系列賽回到原點。老鷹將系列賽扳平成2：2。
巫師在第5戰靠著後場雙衛致勝，约翰·沃尔繳出20分、14助攻，布拉德利·比尔三分線上手感盡失，還是搶下27分，最終以103：99逼退老鷹，以3：2率先「聽牌」。
於第六戰，约翰·沃尔猛攻42分，包括關鍵第4節灌進19分，帶領華盛頓巫師於客場以115比99擊垮亞特蘭大老鷹，以4勝2敗戰績晉級東區準決賽，將與隨後獲勝的波士顿凯尔特人爭奪東區冠軍賽門票。
巫師以得分後衛布拉德利·比尔得27分最多，约翰·沃尔則有20分及16助攻。被波士顿凯尔特人以123-111收拾華盛頓巫師，在NBA東區季後賽第二輪旗開得勝。
巫師有7人得分雙位數，约翰·沃尔繳出40分13助攻3抄截3火鍋的全能內容，馬基夫·莫里斯有16分6籃板，马尔钦·戈塔特為14分10籃板，但2人先後在第4節與延長賽犯滿畢業，至於布拉德利·比尔只有15投4中進帳14分，延長賽129比119擊敗巫師拿下2連勝。
第3戰，巫師回到主場總算扳回顏面，在约翰·沃尔全場24分8助攻帶領下，首節就以22：0建立領先優勢，後三節完全沒有讓塞爾蒂克跨越雷池一步，最終以116：89獲勝，系列賽追到1：2落後。27分的分差也創造了巫師隊史季後賽贏塞爾提克的最大分差。
巫師成功防守與壓迫，有效帶動進攻，在第三節打出一波26：0攻勢，將塞爾蒂克轟得灰頭土臉，終場巫師以121：102贏球，將系列賽扳成2勝2負平手。
第5戰，回到主場的綠衫軍勢必要靠著團隊防守來壓制巫師的约翰·沃尔，結果他們徹底執行；沃爾在綠衫軍的防守下仍有21分進帳，但全場出手17次僅命中7球且僅送出4次助攻，讓巫師在團隊進攻上窒礙難行，團隊命中率僅不到4成，以101：123敗給賽爾提克，系列賽2：3落後。
終場前3.5秒，巫師隊约翰·沃尔站在外線後一大步拔起，三分球應聲破網，這記超前球讓主場巫師以92：91力退賽爾蒂克隊；東區第二輪系列賽將要在台灣時間下周二上午8時回到波士頓進行第7戰，決定東區決賽挑戰騎士隊的隊伍誰屬。
巫師以布拉德利·比尔拿下38分最高，约翰·沃尔攻下18分、11助攻，但他關鍵第四節1分未得、以105：115敗給塞爾提克，以3：4眼看對手歡慶晉級東區冠軍戰。

#### 2017-18
巫師在客場以69比116慘敗給爵士，讓爵士奪下6連勝。賽後巫師總教練Scott Brooks表示，球隊讓對手一再重擊卻完全不還手，讓他感到有點意外。前2節比賽巫師各只得15分，上半場打完就落後達35分。儘管第3節出現他們今天唯一單節至少20分表現，但還是無法縮小與爵士的差距，比賽也就此定調。最終巫師吞下47分慘敗，這是他們自2014年1月11日至今，首度單場得不到70分。
巫師上一次在聖安東尼奧贏球已經是1999年12月的事，今天前往馬刺主場踢館試圖終結惡夢，還是以90比98告負收場，慘吞在聖城的18連敗，馬刺則是喜迎5連勝。
季後賽首輪對上東區龍頭多倫多暴龍巫師约翰·沃尔繳出23分、15助攻，莫里斯也有22分和11籃板，但球隊沒把握第四節91：88領先，麥克·史考特肘擊羅瑞領到惡意犯規後，暴龍打出7：0攻勢超前，巫師雖一度再反超，但萊特和麥爾斯又聯手拉出8：0小高潮，以114：106擊敗巫師隊，季後賽系列賽的首戰10連敗也一併告終。
第2戰，暴龍第一節外線13投7中，最多領先分數達22分，並以44：27優勢進入第二節，接續又追加5記外線，半場打完三分球出手紀錄是22投11中，以76：58的領先迎接下半場，膝傷復出的明星後衛约翰·沃尔下半場率隊追分，三節打完先將分差縮小到90：100，第四節更是火鍋、助攻和得分一手包辦，7分52秒兩罰俱中後將比數追到103：108。不過暴龍麥爾斯馬上以外線回應，德羅展再連投帶罰連拿6分，差距再度來到兩位數，最終仍以11分差距吞下連敗。沃爾今天17投9中攻下全隊最高的29分、9助攻，但布拉德利·比尔無法提供火力串聯，全場11投僅3中貢獻9分，儘管板凳球員有4人得分達兩位數，包括麥克·史考特的20分，仍沒能帶著勝場回到華盛頓。
第3戰，在巫師「雙槍」布拉德利·比尔和约翰·沃尔聯手攻下56分的帶領下，幫助球隊以122：103擊敗暴龍，在系列賽追成1：2落後。
終場前3分半鐘兩隊還打成94：94平手，關鍵時刻莫里斯挺身而出，不只先擺進2分並賞給德羅展一記「火鍋」，率隊在比賽後段開啟一波12：4的攻勢，加上布拉德利·比尔投進5顆三分球挹注31分下，最終巫師隊就以106：98擊敗例行賽東區戰績第1的暴龍隊，將系列賽扳成2勝2負平手局面。
第5戰，暴龍靠著德羅展全場進帳32分，以及替補後衛萊特末節豪取11分的表現，以108：98扳倒巫師，系列賽取得3：2聽牌優勢。
第6戰，暴龍的羅利攻下全隊最高24分，全隊的表現平均，巫師「雙槍」约翰·沃尔、布拉德利·比尔聯手砍下55分也沒輒，終場巫師以92：102遭到逆轉，以2：4結束賽季。

#### 2018-19
巫師隊的開季並不順遂，球隊內部屢有不和傳聞，球隊主控约翰·沃尔曾於訓練中辱罵總教練Scott Brooks，後衛布拉德利·比尔更同時對總裁Grunfeld咆哮。之後，由於巫師明星後衛约翰·沃尔整季報銷，使球隊戰力更為下滑。3月28日，由於公鹿隊對陣快艇隊獲勝，他們在季后賽爭奪戰中被淘汰出局。
4月時，根据《纽约邮报》记者Marc Stein报道，多位消息人士透露，奇才决定解雇总裁厄尼-格伦费尔德。
根据The Athletic记者Shams Charania报道，多位消息人士透露，奇才已经让Tommy Sheppard担任临时总经理，将开始寻找新任总经理。

### 畢爾時代 (2019—2023)

#### 2019-20
2019年6月，巫師在2019NBA選秀會上以第一輪第九順位選中八村壘。2019年10月23日，八村壘在NBA首次亮相就完成雙十，14分和10個籃板的成績，但球隊以100-108輸給達拉斯獨行俠隊。
2020年8月8日，雖鵜鶘選擇輪休威廉森，巫師還是遭痛擊，八村壘23分，史密斯（Ish Smith）另送出10助攻，仍以107比118敗給鵜鶘，而巫師吞敗之後也確定無緣季後賽。

#### 2020-21
華盛頓巫師與休士頓火箭達成協議，以約翰·沃爾、一個受保護2023年首輪選秀權作為籌碼，換取羅素·衛斯特布魯克。
2021年1月7日，在奇才對陣76人的比賽中，畢爾取得60分7籃板5助攻，錄得個人歷史得分新高。但奇才仍以136比141敗給76人。在1月10日的比賽中，奇才中鋒托馬斯-布萊恩特遭遇左膝前十字韌帶撕裂，賽季報銷。他的受傷讓奇才的季後賽之旅更添困難。
2021年5月14日，在奇才對陣騎士的比賽中，衛斯特布魯克取得25分15籃板10助攻大三元，奇才以120比106戰勝騎士，確定取得附加賽門票，要對上波士頓塞爾提克，隨後的第7與8之爭戰果同樣懸殊，巫師此役上半場還領先塞爾蒂克2分，下半場卻打得荒腔走板，雙槍大熄火，比爾與衛斯特布魯克合計22投7中，反觀泰托姆火力大爆發，光第3節就灌23分，綠衫軍末節進一步擴大領先至22分，勝負提早分出。衛斯特布魯克提早退場時，獨自一人先返休息室，現場轉播單位也談到其可能受傷病影響狀態，他本場貢獻20分、14籃板與5助攻，比爾則挹注22分，巫師以100比118遭到凱爾特人痛擊，率先晉級對上第2種子籃網，巫師則將與溜馬再戰搶第8。
東區第8種子爭奪戰，巫師靠著第二節轟出一波16比0猛烈攻勢，加上第三節火力大爆發豪取48分，直接擊潰溜馬防線。雙方整場比賽最大差距來到38分，也讓第四節形同垃圾時間，最終巫師以142：115狂勝溜馬，搶下季後賽最後一張門票。
季後賽東區首輪賽事，巫師對上76人。後衛畢爾獨力難支，只能以1勝4敗結束賽季。
在2016年4月21日，巫師與主教練斯科特·布鲁克斯因合約的問題談不攏，最終雙方分道揚鑣，巫師會在休賽季開始另找總教練。
7月18日，根据ESPN的报道消息人士透露，丹佛金塊首席助理教練小韦斯-昂塞尔德与奇才达成一份四年协议，他将成为奇才新任主帅。
2023年4月2日，華盛頓巫師以118：109輸給紐約尼克，確定連續兩年無緣季后賽爭奪戰。

### 重建期 (2023—)
6月18日，將與鳳凰城太陽達成重磅交易，巫師將三屆全明星後衛布拉德利·比爾送到太陽，巫師得到老將克里斯·保羅，以及蘭德瑞·沙米特、4個首輪籤互換權及6個二輪籤和部分現金等，這項交易需要幾天去完成。
6月22日，華盛頓巫師二當家波爾津吉斯將改披波士頓塞爾提克戰袍，塞爾提克將Smart交易到灰熊和今年首輪25順位的籤以及2024年來自於金州勇士的首輪選秀權送到塞爾提克巫師得到泰厄斯·瓊斯以及來自塞爾提克的今年35順位選秀權。
6月23日，將與金州勇士達成重磅交易，巫師將與太陽的交易案的保羅送到勇士，巫師得到喬丹·普爾，以及萊恩·羅林斯、2030年受保護的首輪選秀籤、2027年的次輪選秀籤，這項交易7月7日後才能生效。
2024年1月25日，巫師決定將總教練小韦斯-昂塞尔德与調往奇才管理職位，帶兩年半時間留下77勝130敗成績，由助理教Brian Keefe代理到球季結束。
2023–24賽季，巫師以15勝67敗的戰績，無緣季後賽。
2024年5月29日，Brian Keefe正式被任命為巫師隊總教練成為隊史第26任主帥。
2024–25賽季，巫師以18勝64敗的戰績，無緣季後賽。

## 過往賽績
| 賽季           | 勝             | 負             | 勝率           | 季後賽成績                                           | 結果 |
| 芝加哥包裝工隊 | 芝加哥包裝工隊 | 芝加哥包裝工隊 | 芝加哥包裝工隊 | 芝加哥包裝工隊                                       | 芝加哥包裝工隊                                                                                             |
| -------------- | -------------- | -------------- | -------------- | ---------------------------------------------------- | --- |
| 1961–62        | 18             | 62             | .225           |                                                      | |
| 芝加哥西風隊   |                |                |                |                                                      | |
| 1962–63        | 25             | 55             | .313           |                                                      | |
| 巴爾的摩子彈   |                |                |                |                                                      | |
| 1963–64        | 31             | 49             | .388           |                                                      | |
| 1964–65        | 37             | 43             | .463           | 分區半決賽勝出 分區決賽出局                          | 巴爾的摩子彈 3, 聖路易斯鷹 1 洛杉磯湖人 4, 巴爾的摩子彈 2                                                  |
| 1965–66        | 38             | 42             | .475           | 分區半決賽出局                                       | 被聖路易斯鷹直落3橫掃                                                                                      |
| 1966–67        | 20             | 61             | .247           |                                                      | |
| 1967–68        | 36             | 46             | .439           |                                                      | |
| 1968–69        | 57             | 25             | .695           | 分區半決賽出局                                       | 被纽约尼克斯直落4橫掃                                                                                      |
| 1969–70        | 50             | 32             | .610           | 分區半決賽出局                                       | 纽约尼克斯 4, 巴爾的摩子彈 3                                                                               |
| 1970–71        | 42             | 40             | .512           | 聯盟半決賽勝出 聯盟決賽勝出 NBA總決賽出局            | 巴爾的摩子彈 4, 費城76人 3 巴爾的摩子彈 4, 纽约尼克斯 3 密爾沃基雄鹿 4, 巴爾的摩子彈 0                     |
| 1971–72        | 38             | 44             | .463           | 聯盟半決賽出局                                       | 纽约尼克斯 4, 巴爾的摩子彈 2                                                                               |
| 1972–73        | 52             | 30             | .634           | 聯盟半決賽出局                                       | 纽约尼克斯 4, 巴爾的摩子彈 1                                                                               |
| 首都子彈       |                |                |                |                                                      | |
| 1973–74        | 47             | 35             | .573           | 聯盟半決賽出局                                       | 纽约尼克斯 4, 首都子彈 3                                                                                   |
| 華盛頓子彈     |                |                |                |                                                      | |
| 1974–75        | 60             | 22             | .732           | 聯盟半決賽勝出 聯盟決賽勝出 NBA總決賽出局            | 華盛頓子彈 4, 水牛城勇士 3 華盛頓子彈 4, 波士頓凱爾特人 2 被金州勇士直落4橫掃                              |
| 1975–76        | 48             | 34             | .585           | 聯盟半決賽出局                                       | 克夫蘭騎士 4, 華盛頓子彈 3                                                                                 |
| 1976–77        | 48             | 34             | .585           | 第一輪勝出 聯盟半決賽出局                            | 華盛頓子彈 2, 克夫蘭騎士 1 休斯敦火箭 4, 華盛頓子彈 2                                                      |
| 1977–78        | 44             | 38             | .537           | 第一輪勝出 聯盟半決賽勝出 聯盟決賽勝出 NBA總決賽勝出 | 直落2橫掃亞特蘭大老鷹 華盛頓子彈 4, 聖安東尼奧馬刺 2 華盛頓子彈 4, 費城76人 2 華盛頓子彈 4, 西雅圖超音速 3 |
| 1978–79        | 54             | 28             | .659           | 聯盟半決賽勝出 聯盟決賽勝出 NBA總決賽出局            | 華盛頓子彈 4, 亞特蘭大老鷹 3 華盛頓子彈 4, 聖安東尼奧馬刺 3 西雅圖超音速 4, 華盛頓子彈 1                   |
| 1979–80        | 39             | 43             | .476           | 第一輪出局                                           | 費城76人 2, 華盛頓子彈 0                                                                                   |
| 1980–81        | 39             | 43             | .476           |                                                      | |
| 1981–82        | 43             | 39             | .524           | 第一輪勝出 聯盟半決賽出局                            | 華盛頓 2, 新澤西網 0 波士頓凱爾特人 4, 華盛頓子彈 1                                                        |
| 1982–83        | 42             | 40             | .512           |                                                      | |
| 1983–84        | 35             | 47             | .427           | 第一輪出局                                           | 波士頓凱爾特人 3, 華盛頓子彈 1                                                                             |
| 1984–85        | 40             | 42             | .488           | 第一輪出局                                           | 費城76人 3, 華盛頓子彈 1                                                                                   |
| 1985–86        | 39             | 43             | .476           | 第一輪出局                                           | 費城76人, 3, 華盛頓子彈 2                                                                                  |
| 1986–87        | 42             | 40             | .512           | 第一輪出局                                           | 被底特律活塞直落3橫掃                                                                                      |
| 1987–88        | 38             | 44             | .463           | 第一輪出局                                           | 底特律活塞 3, 華盛頓子彈 2                                                                                 |
| 1988–89        | 40             | 42             | .488           |                                                      | |
| 1989–90        | 31             | 51             | .378           |                                                      | |
| 1990–91        | 30             | 52             | .366           |                                                      | |
| 1991–92        | 25             | 57             | .305           |                                                      | |
| 1992–93        | 22             | 60             | .268           |                                                      | |
| 1993–94        | 24             | 58             | .293           |                                                      | |
| 1994–95        | 21             | 61             | .256           |                                                      | |
| 1995–96        | 39             | 43             | .476           |                                                      | |
| 1996–97        | 44             | 38             | .537           | 第一輪出局                                           | 被芝加哥公牛直落3橫掃                                                                                      |
| 華盛頓巫師     |                |                |                |                                                      | |
| 1997–98        | 42             | 40             | .512           |                                                      | |
| 1998–99        | 18             | 32             | .360           |                                                      | |
| 1999–00        | 29             | 53             | .354           |                                                      | |
| 2000–01        | 19             | 63             | .233           |                                                      | |
| 2001–02        | 37             | 45             | .451           |                                                      | |
| 2002–03        | 37             | 45             | .451           |                                                      | |
| 2003–04        | 25             | 57             | .305           |                                                      | |
| 2004–05        | 45             | 37             | .549           | 第一輪勝出 聯盟半決賽出局                            | 華盛頓巫師 4, 芝加哥公牛 2 被邁阿密熱火直落4橫掃                                                           |
| 2005–06        | 42             | 40             | .512           | 第一輪出局                                           | 克夫蘭騎士 4, 華盛頓巫師 2                                                                                 |
| 2006–07        | 41             | 41             | .500           | 第一輪出局                                           | 被克夫蘭騎士直落4橫掃                                                                                      |
| 2007–08        | 43             | 39             | .534           | 第一輪出局                                           | 克夫蘭騎士 4, 華盛頓巫師 2                                                                                 |
| 2008–09        | 19             | 63             | .232           |                                                      | |
| 2009–10        | 26             | 56             | .317           |                                                      | |
| 2010–11        | 23             | 59             | .280           |                                                      | |
| 2011–12        | 20             | 46             | .303           |                                                      | |
| 2012–13        | 29             | 53             | .354           |                                                      | |
| 2013–14        | 44             | 38             | .537           | 第一輪勝出 聯盟半決賽出局                            | 華盛頓巫師 4, 芝加哥公牛 1 印第安那溜馬 4, 華盛頓巫師 2                                                    |
| 2014–15        | 46             | 36             | .561           | 第一輪勝出 聯盟半決賽出局                            | 華盛頓巫師 4, 多倫多暴龍 0 亞特蘭大老鷹 4,華盛頓巫師 2                                                     |
| 2015–16        | 41             | 41             | .500           |                                                      | |
| 2016–17        | 49             | 33             | .598           | 第一輪勝出 聯盟半決賽出局                            | 華盛頓巫師 4, 亞特蘭大老鷹 2 波士頓塞爾特人 4, 華盛頓巫師 3                                                |
| 2017–18        | 43             | 39             | .524           | 第一輪出局                                           | 多倫多暴龍 4, 華盛頓巫師 2                                                                                 |
| 2018–19        | 32             | 50             | .390           |                                                      | |
| 2019–20        | 25             | 47             | .347           |                                                      | |
| 2020–21        | 34             | 38             | .472           | 第一輪出局                                           | 費城76人 4, 華盛頓巫師 1                                                                                   |
| 2021–22        | 35             | 47             | .427           |                                                      | |
| 2022–23        | 35             | 47             | .427           |                                                      | |
| 2023–24        | 15             | 67             | .187           |                                                      | |
| 2024–25        | 18             | 64             | .220           |                                                      | |
| 合共           | 2290           | 2879           | .443           |                                                      | |
| 季後賽         | 99             | 138            | .418           | 1次NBA總冠軍                                         | 1次NBA總冠軍                                                                                               |

## 退休球衣號碼
| 華盛頓巫師 退役球衣 |               |      |           |
| 背號                | 所屬球員      | 位置 | 退役時間  |
| 10                  | 厄爾·孟洛     | 後衛 | 1967–1971 |
| 11                  | 埃尔文·海耶斯 | 前鋒 | 1972–1981 |
| 25                  | 盖斯·约翰逊   | 前鋒 | 1963–1972 |
| 41                  | 威斯·安索     | 中鋒 | 1968–1981 |
| 45                  | 菲尔·切尼尔   | 後衛 | 1971–1980 |

## 外部連結
- 官方網站 （页面存档备份，存于）（英文）